# Invasione del Cadore
L’invasione del Cadore (talvolta guerra del Cadore) fu compiuta dal Sacro Romano Impero ai danni della Repubblica di Venezia nella prima metà dell'anno 1508, nel contesto più ampio delle guerre d'Italia del XVI secolo. Grazie alle capacità del comandante Bartolomeo d'Alviano, la Serenissima respinse il nemico già nel volgere di pochi mesi, assicurandosi inoltre alcune importanti conquiste territoriali. La vicenda, tuttavia, preluse alla ben più drammatica guerra della Lega di Cambrai che mise in ginocchio Venezia arrestandone di fatto l'espansione in terraferma.

## Premesse
La rivalità tra Massimiliano I d'Asburgo e la Serenissima risaliva al problema dell'espansione veneziana in terraferma che metteva in discussione la sovranità imperiale in Veneto e Lombardia. Nel 1499 Venezia aveva acquisito Cremona, ignorando le proteste del monarca che vedeva lesi i suoi diritti.
Pesavano, inoltre, gli attriti per il controllo di Gorizia, Trieste e delle coste dell'Adriatico settentrionale. Nel 1500, morto l'ultimo conte di Gorizia Leonardo, si pose il problema della successione: la nobiltà locale si schierò a favore di Massimiliano e la Serenissima non poté reagire, impegnata nella seconda guerra contro i Turchi.
L'occasione di rivalsa si presentò nel giugno 1507 quando l'imperatore propose alla Repubblica un'alleanza contro la Francia e chiese altresì di poter attraversare il territorio veneziano per poter raggiungere Roma dove sarebbe stato incoronato dal papa. I Veneziani rifiutarono entrambe le istanze, provocando la reazione violenta del sovrano.

## Il conflitto
Il 4 febbraio 1508 Massimiliano decise comunque di dirigersi a Roma alla testa di un esercito, temibile ma in verità non abbastanza organizzato da poter concludere grandi imprese. Il primo attacco fu sferrato dalla val Lagarina ma venne facilmente bloccato dai Veneziani agli ordini di Niccolò Orsini; al fianco di questi combatteva anche un contingente francese capitanato da Gian Giacomo Trivulzio.

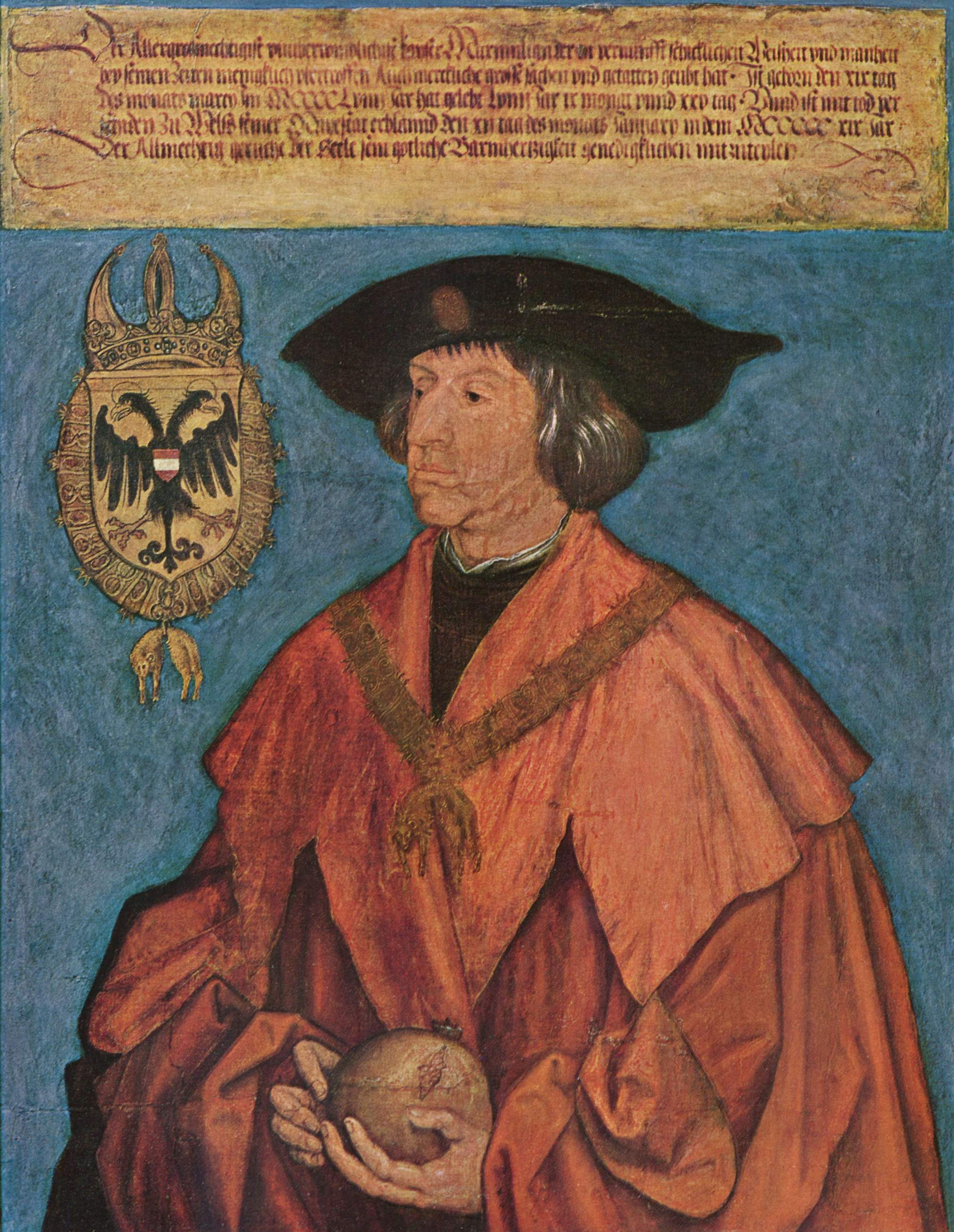
Albrecht Dürer, ritratto dell'Imperatore Massimiliano I

Verso la fine del mese Massimilano decise di spostare le truppe e, raggiunta Dobbiaco, ridiscese in Cadore lungo la Strada Regia di Alemagna, conquistò dopo brevi assedi gli sguarniti fortilizi veneziani: il castello di Botestagno e il castello di Pieve di Cadore, attestandosi in Comelico. Venezia reagì richiamando i riservisti di Bartolomeo d'Alviano che stanziavano a Bassano: nonostante l'ambiente montuoso e il clima invernale, l'esercito veneziano risalì la Valbelluna; da Longarone entrò nella val di Zoldo e, tramite la forcella Cibiana, calò a Valle di Cadore dove tagliarono agli imperiali l'eventuale via di fuga verso Cortina. Fondamentale fu il contributo della popolazione locale, esperta dei luoghi.
La battaglia finale si svolse sulle rive del torrente Rusecco (o Rio Secco), dove gli imperiali furono praticamente circondati e quindi annientati (perse la vita anche il comandante Sixt von Trautson). I superstiti, demoralizzati, vennero inseguiti sino in Carnia (gli ultimi scontri si svolsero al passo della Mauria e al passo di Pramollo) e qui superarono il confine.
Successivamente le truppe veneziane, occupato il castello di Pieve di Cadore, ridiscesero in pianura puntando verso i domini imperiali del Friuli e dell'Istria. La prima città a cadere fu Pordenone, exclave asburgica in territorio veneto (aprile-maggio); quindi fu la volta di Gorizia e Trieste, poi di Pisino, Fiume e Postumia. Fu il momento di massima espansione dei domini veneti, che andavano dai porti della Puglia alla Romagna e da Rovereto a Fiume, senza contare i possedimenti dello Stato da Mar.
A Massimiliano non restò che accettare le umilianti condizioni di pace imposte da Venezia. L'armistizio venne sottoscritto il 6 giugno 1508 e passò alla storia col nome di pace Santa Maria di Grazia.
L'occasione per una riscossa si sarebbe presentata già nel dicembre successivo quando papa Giulio II promosse la lega di Cambrai in funzione antiveneziana.